# فرودگاه مکلین
فرودگاه مکلین (به انگلیسی: Macklin Airport) یک فرودگاه همگانی است که یک باند فرود آسفالت دارد و طول باند آن ۹۱۴ متر است. این فرودگاه در کشور کانادا قرار دارد و در ارتفاع ۶۹۵ متری از سطح دریا واقع شده است.